# Plasko
Krajinná památková zóna Plasko byla Ministerstvem kultury České republiky v souladu se zákonem o státní památkové péči prohlášena za krajinnou památkovou zónu vyhláškou č. 208/1996. Památkově chráněná zóna zaujímá rozlohu 1 443 ha a nachází se na katastrálním území města Plasy v okrese Plzeň-sever v Plzeňském kraji.

## Geografická poloha
Chráněné území zahrnuje barokní krajinu kolem města Plasy v severní části Plzeňského kraje. Kromě území města Plas s ústředním areálem barokního kláštera je součástí krajinné památkové zóny též údolí řeky Střely, které je považováno za krajinářsky nejhodnotnější údolí západních Čech se scenériemi a vyhlídkami. Na území památkové zóny se nachází více než desítka dalších památkově chráněných objektů. 